# Stefan Matteau
Stefan Matteau, född 23 februari 1994, är en amerikansk-kanadensisk före detta professionell ishockeyspelare. Matteau draftades i första rundan i 2012 års NHL-draft av New Jersey Devils som 29:e spelare totalt. Han tillhörde Devils mellan 2012 och början av 2016. Under denna period spelade han dock främst för farmarklubben Albany Devils i AHL. De nästkommande säsongerna spelade Matteau för flera olika NHL-klubbar: Montreal Canadiens, Vegas Golden Knights, Columbus Blue Jackets och Colorado Avalanche. Han representerade också ett antal farmarklubbar i AHL: St. John's Icecaps, Chicago Wolves som han spelade Calder Cup-final med, Cleveland Monsters samt Colorado Eagles.
Inför säsongen 2022/23 lämnade han Nordamerika för spel med Linköping HC i SHL. Han spelade bara ett fåtal matcher i Sverige innan han anslöt till tyska ERC Ingolstadt i DEL, med vilka han tog han ett tyskt silver. Efter denna säsong återvände Matteu till Nordamerika och spelade åter för Cleveland Monsters fram till att han valde att avsluta sin karriär 2025.
Han är son till den före detta ishockeyspelaren Stéphane Matteau som under 13 säsonger spelade totalt 848 NHL-matcher.

## Karriär

### Klubblag

#### 2012–2016: Början av karriären och New Jersey Devils
Matteau valdes i NHL Entry Draft 2012 i den första rundan som 29:e spelare totalt av New Jersey Devils och den 14 augusti 2012 skrev han ett treårsavtal med klubben. Han inledde den följande säsongen med spel för Armada de Blainville-Boisbriand i QMJHL. På 35 matcher för klubben stod han för 28 poäng. Han gjorde NHL-debut för Devils den 19 januari 2013, i en match mot New York Islanders. Han spelade sin sjätte NHL-match den 7 februari samma år, vilket gjorde att kontraktet trädde i kraft. Två dagar senare noterades han för sitt första NHL-mål, på Marc-André Fleury, i en 1–3-seger mot Pittsburgh Penguins. Totalt spelade han 17 grundseriematcher i NHL och noterades för ett mål och två assistpoäng.
Säsongen 2013/14 tillbringade Matteau med Devils farmarlag Albany Devils. Han gjorde AHL-debut den 6 oktober 2013, i en match mot Hartford Wolf Pack. Senare samma månad, den 25 oktober, noterades han för sitt första AHL-mål, på Jeff Malcolm, i en 3–4-seger mot Wolf Pack. På 67 grundseriematcher stod Matteau för 26 poäng, varav 13 mål. I det följande Calder Cup-slutspelet slogs Devils omgående ut av St. John's Icecaps med 3–1 i matcher. På dessa matcher gjorde Matteau ett mål.
Matteau inledde säsongen 2014/15 med att spela för Albany i AHL. I sluttampen av säsongen blev han uppkallad till NHL och spelade sju matcher för Devils, där han stod för ett mål. I AHL:s grundserie noterades Matteau för 27 poäng (12 mål, 15 assist). Båda lagen misslyckades att ta sig till respektive slutspel. Den 17 juli 2015 bekräftades det att Matteau förlängt sitt avtal med Devils med ytterligare två säsonger. Säsongen 2015/16 spelade Matteau främst för Devils i NHL. Efter att ha fått begränsat med speltid bekräftades det dock den 29 februari 2016 att han blivit bortbytt till Montreal Canadiens mot Devante Smith-Pelly. På 20 matcher för Devils stod han för ett mål. Han spelade dessutom också en match för Albany i AHL, där han gick poänglös. För Canadiens spelade Matteau tolv matcher där han stod för en assistpoäng.

#### 2016–2022: Fortsatt spel i AHL och NHL

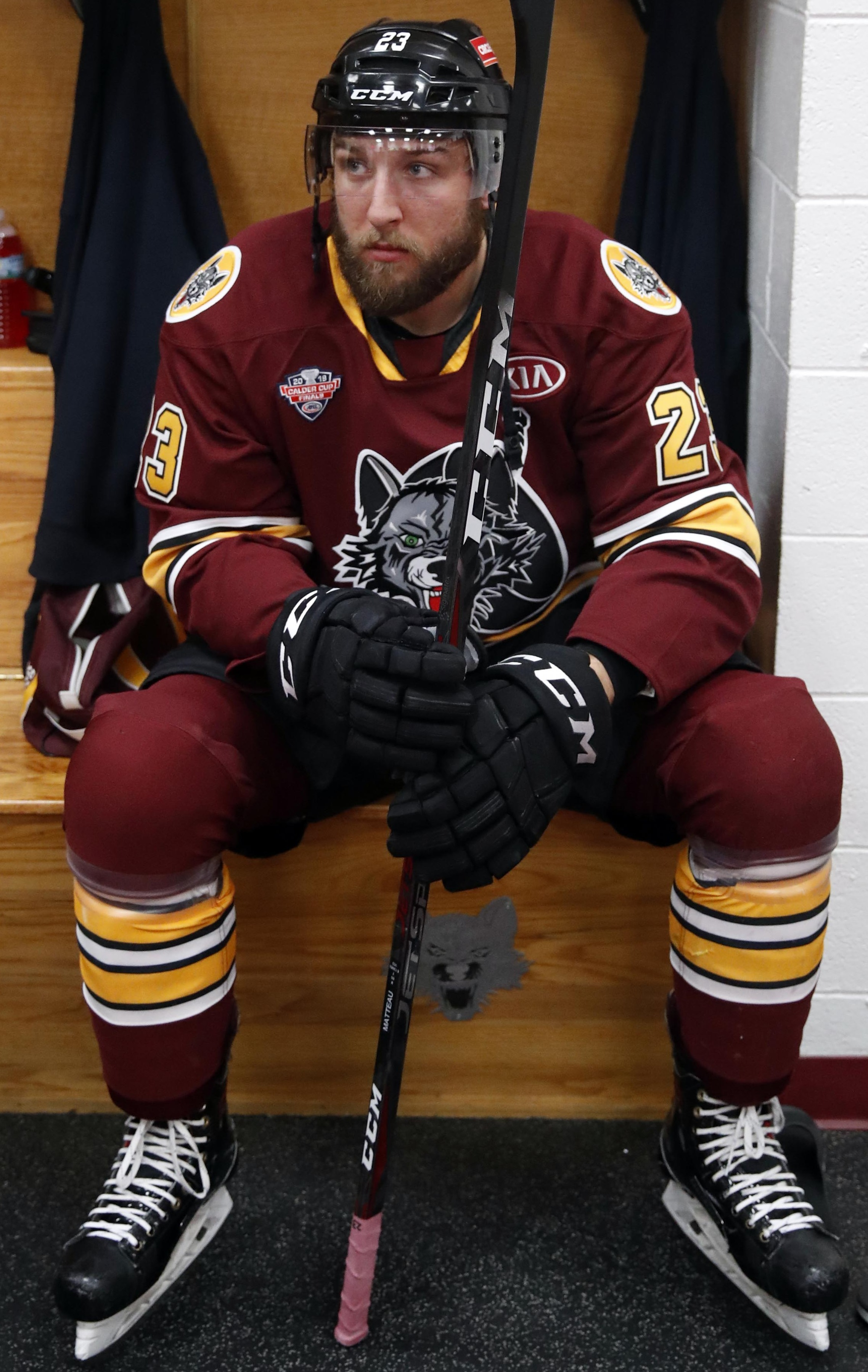
Matteau med Chicago Wolves under Calder Cup-finalerna 2019.

Säsongen 2016/17 blev Matteau nedskickad att spela för Canadiens farmarlag St. John's Icecaps i AHL. Han tillbringade hela säsongen i AHL och stod för 25 poäng på 67 grundseriematcher (12 mål, 13 assist). Han ådrog sig 122 utvisningsminuter och slutade på andra plats i den interna utvisningsligan. I den första rundan av Calder Cup-slutspelet slogs Icecaps ut av Syracuse Crunch med 3–1 i matcher. Matteau var tillsammans med Charles Hudon lagets poängmässigt bästa spelare under detta slutspel. På dessa matcher stod han för fyra poäng och med tre gjorda mål vann han också lagets interna skytteliga.
Som free agent skrev Matteau den 1 juli 2017 ett ettårigt tvåvägskontrakt med Vegas Golden Knights. Matteau spelade därefter större delen av säsongen i AHL för Golden Knights farmarklubb Chicago Wolves. Den 2 februari 2018 stod han för sitt första hat trick i AHL då Milwaukee Admirals besegrades med 1–4. På 60 matcher stod han för 27 poäng (15 mål, 12 assist). I slutspelet slogs laget ut direkt av Rockford Icehogs med 3–0 i matcher. Totalt spelade Matteau också åtta matcher för Golden Knights där han stod för en assistpoäng.
Den 12 juni 2018 meddelades det att Matteau förlängt sitt avtal med Golden Knights med ytterligare en säsong. Säsongen 2018/19 spelade han enbart för Wolves i AHL, där han på 55 grundseriematcher noterades för fem mål och åtta assistpoäng. Laget vann AHL:s Western Conference och i det följande slutspelet tog man sig till final genom att slå ut Grand Rapids Griffins (3–2), Iowa Wild (4–2) och San Diego Gulls (4–2). Matteau avgjorde finalseriens första match, mot Charlotte Checkers, då han fastställde slutresultatet 4–3 i förlängningsspelet. I seriens fjärde match skadade han en njure, men spelade klart matchen. Han fick därefter uppsöka sjukhus och missade den efterföljande matchen där Checkers avgjorde serien till sin fördel till 4–1 i matcher.
Efter två säsonger i Golden Knights organisation, lämnade Matteu klubben som free agent. Den 22 augusti 2019 skrev han ett ettårsavtal med AHL-klubben Cleveland Monsters, som var farmarklubb till Columbus Blue Jackets. I en ledande roll för Monsters, noterades Matteu för 28 poäng (12 mål, 16 assist) på 50 grundseriematcher säsongen 2019/20. Han skrev därefter ett tvåårigt tvåvägsavtal med Blue Jackets den 19 februari 2020 och kallades omedelbart upp till klubben för spel i NHL. Han gjorde sitt första NHL-mål på mer än fyra år i sin första match med Blue Jackets den 20 februari, mot Philadelphia Flyers. Den följande säsongen spelade Matteau 18 matcher för Blue Jackets där han noterades för ett mål.
Den 29 juli 2021 bekräftades det att Matteau skrivit ett ettårigt tvåvägskontrakt med Colorado Avalanche. Efter försäsongsträningen med Avalanche skickades han ner till farmarklubben Colorado Eagles för spel i AHL. Innan han hann göra debut för Eagles blev han dock återkallad till Avalanche och gjorde NHL-debut för klubben den 16 oktober 2021 i en match mot St. Louis Blues. I denna match ådrog sig Matteau en skada, vilken höll honom borta från spel under en längre period. Han gjorde comeback i slutet av februari 2022 med Eagles, där han tillbringade återstoden av säsongen. Han noterades för tio poäng på 20 grundseriematcher, varav tre mål. I det följande Calder Cup-slutspelet slogs Eagles ut i kvartsfinalserien mot Stockton Heat med 3–1 i matcher. På tio matcher stod Matteau för tre mål.

#### 2022–2025: Europa och återkomst till Nordamerika
Som free agent valde Matteu att för första gången lämna Nordamerika då han den 29 juli 2022 skrivit ett tvåårsavtal med Linköping HC i SHL. Den 17 september samma år gjorde han SHL-debut, i en match mot Örebro HK. Han spelade totalt 16 grundseriematcher för Linköping och noterades endast för en assistpoäng. Den 17 november 2022 meddelade klubben att man valt att bryta avtalet med Matteau. Samma dag stod det klart att han skrivit ett kontrakt för återstoden av säsongen med den tyska klubben ERC Ingolstadt i DEL. Den 25 november gjorde han debut i DEL och noterades i samma match för sitt första mål i ligan, på Oleg Shilin, i en 2–3-seger mot Kölner Haie. I grundserien hade Matteau ett snitt på över en poäng per match. På 19 matcher stod han för 20 poäng, varav 10 mål. Laget slutade på andra plats i grundserien och tog sig därefter till final i det följande slutspelet. Väl där föll man med 4–1 i matcher mot EHC Red Bull München. På 16 matcher stod Matteau för fyra mål och lika många assistpoäng.
Matteau återvände till Nordamerika efter att ha avslutat säsongen 2022/23. Den 6 september 2023 stod det klart att han återvänt till Blue Jackets organisation då han skrivit ett try out-kontrakt med klubben inför försäsongsträningen 2023/24. Efter försäsongen skickades Matteau ner till farmarklubben Cleveland Monsters, där han tillbringade resten av säsongen. Efter att ha spelat de fyra inledande matcherna av säsongen så ådrog sig Matteau en skada vilken gjorde att han missade större delen av grundserien. Han gjorde comeback i mars 2024 och spelade totalt 15 matcher, där han stod för två mål och fyra assist. I Calder Cup-slutspelet tog sig Monsters till semifinal, där man slogs ut i den sjunde och avgörande matchen mot Hershey Bears. På 14 matcher stod Matteau för ett mål och sex assist.
Den 8 juli 2024 meddelades det att Matteau förlängt sitt avtal med Monsters med ytterligare en säsong. Inför säsongen utsågs han till lagkapten för Cleveland Monsters. En skada gjorde att han inte gjorde säsongsdebut förrän den 11 januari 2025. Den 1 mars samma år ådrog han sig en ny skada som höll honom från spel återstoden av säsongen. Totalt spelade Matteau endast 15 matcher där han stod för två mål och fem assistpoäng. Kort efter säsongens slut bekräftade Matteau att han valt att avsluta sin spelarkarriär.

### Landslag
Matteau blev uttagen till USA:s juniorlandslag som var med under JVM i Sverige 2014. USA blev tvåa i grupp A och förlorade sedan i kvartsfinal mot Ryssland med 3–5. På fem spelade matcher stod han för tre mål och en assistpoäng. Matteau var den i laget som ådrog sig flest utvisningsminuter (10). Matteau blev också uttagen att spela JVM i Kanada 2015, men tvingades tacka nej på grund av skada.

## Statistik

### Klubblag
| 2012–13    | Armada de Blainville-Boisbriand | QMJHL      | 35  | 18 | 10 | 28  | 70  | 11 | 3  | 6  | 9  | 16 |
| 2012–13    | New Jersey Devils               | NHL        | 17  | 1  | 2  | 3   | 6   | —  | —  | —  | —  | —  |
| 2013–14    | Albany Devils                   | AHL        | 67  | 13 | 13 | 26  | 66  | 4  | 1  | 0  | 1  | 4  |
| 2014–15    | Albany Devils                   | AHL        | 61  | 12 | 15 | 27  | 40  | —  | —  | —  | —  | —  |
| 2014–15    | New Jersey Devils               | NHL        | 7   | 1  | 0  | 1   | 4   | —  | —  | —  | —  | —  |
| 2015–16    | New Jersey Devils               | NHL        | 20  | 1  | 0  | 1   | 13  | —  | —  | —  | —  | —  |
| 2015–16    | Albany Devils                   | AHL        | 1   | 0  | 0  | 0   | 4   | —  | —  | —  | —  | —  |
| 2015–16    | Montreal Canadiens              | NHL        | 12  | 0  | 1  | 1   | 4   | —  | —  | —  | —  | —  |
| 2016–17    | St. John's IceCaps              | AHL        | 67  | 12 | 13 | 25  | 122 | 4  | 3  | 1  | 4  | 2  |
| 2017–18    | Chicago Wolves                  | AHL        | 60  | 15 | 12 | 27  | 57  | 3  | 0  | 1  | 1  | 4  |
| 2017–18    | Vegas Golden Knights            | NHL        | 8   | 0  | 1  | 1   | 0   | —  | —  | —  | —  | —  |
| 2018–19    | Chicago Wolves                  | AHL        | 55  | 5  | 8  | 13  | 78  | 21 | 3  | 5  | 8  | 22 |
| 2019–20    | Cleveland Monsters              | AHL        | 50  | 12 | 16 | 28  | 41  | —  | —  | —  | —  | —  |
| 2019–20    | Columbus Blue Jackets           | NHL        | 9   | 2  | 1  | 3   | 5   | —  | —  | —  | —  | —  |
| 2020–21    | Columbus Blue Jackets           | NHL        | 18  | 1  | 0  | 1   | 9   | —  | —  | —  | —  | —  |
| 2021–22    | Colorado Avalanche              | NHL        | 1   | 0  | 0  | 0   | 0   | —  | —  | —  | —  | —  |
| 2021–22    | Colorado Eagles                 | AHL        | 20  | 3  | 7  | 10  | 32  | 9  | 3  | 0  | 3  | 10 |
| 2022–23    | Linköping HC                    | SHL        | 16  | 0  | 1  | 1   | 18  | —  | —  | —  | —  | —  |
| 2022–23    | ERC Ingolstadt                  | DEL        | 19  | 10 | 10 | 20  | 9   | 16 | 4  | 4  | 8  | 18 |
| 2023–24    | Cleveland Monsters              | AHL        | 15  | 2  | 4  | 6   | 29  | 14 | 1  | 6  | 7  | 3  |
| 2024–25    | Cleveland Monsters              | AHL        | 15  | 2  | 5  | 7   | 8   | —  | —  | —  | —  | —  |
| AHL totalt | AHL totalt                      | AHL totalt | 411 | 76 | 93 | 169 | 477 | 55 | 11 | 13 | 24 | 48 |
| NHL totalt | NHL totalt                      | NHL totalt | 92  | 6  | 5  | 11  | 41  | —  | —  | —  | —  | —  |

### Internationellt
| År            | Lag           | Turnering     | Matcher | Mål | Assists | Poäng | Utv. |
| ------------- | ------------- | ------------- | ------- | --- | ------- | ----- | ---- |
| 2014          | USA           | JVM           | 5       | 3   | 1       | 4     | 10   |
| Junior totalt | Junior totalt | Junior totalt | 5       | 3   | 1       | 4     | 10   |